# トップセンタービル
トップセンタービルは、 静岡県静岡市葵区伝馬町にある再開発ビルである。伝馬町第二地区優良再開発建築物整備促進事業として整備された。当初は、テレビ静岡が所有し、「メディアシティ静岡」ビルという名で、ビル内に「百人劇場」と称するホールを構えていた。ここには副調整室（サブコン）設備と放送用機材も備えられており、公開番組の収録や生放送に適宜使用されていたが、テレビ静岡本体の財務事情に絡みメガネトップに売却したため、ビル名称は「トップセンタービル」へ変更され、「百人劇場」もテレビ静岡の手を離れた。現在、1階はメガネトップが運営する眼鏡市場とALOOKの店舗となっている。

## 沿革
- 1994年10月31日 - メディアシティ静岡竣工
- 2002年 - テレビ静岡からメガネトップに売却され、トップセンタービルへ改名

## フロア構成と主なテナント
- 地下2階 - 駐車場、機械室
- 地下1階 - 飲食店、機械室
- 地上1階 - 眼鏡市場静岡本店、ALOOK by 眼鏡市場静岡本店
- 地上2-3階 - 店舗・事務所
- 地上4階 - イベントホールエントランス・チケット窓口
- 地上5-7階 - イベントホール（静岡インザライフ）
- 地上8-13階 - 事務所（メガネトップ本社等）
- 地上14階 - 結婚式場（ゲストハウス アンジュ）
- 屋上 - エフエムしみず静岡の送信施設